# Washington Redskins 1988
La stagione 1988 dei Washington Redskins è stata la 57ª della franchigia nella National Football League e la 52ª a Washington. La squadra scese a un record di 7-9 e divenne la settima formazione della storia a non riuscire a qualificarsi per i playoff dopo avere vinto il Super Bowl nell'anno precedente.

## Roster
| Roster dei Washington Redskins nel 1988 |
| --- |
| Quarterback - 11 Mark Rypien - 17 Doug Williams Running Back - 24 Kelvin Bryant - 35 Keith Griffin PR - 22 Jamie Morris - 25 Mike Oliphant Wide Receiver - 89 Anthony Allen - 84 Gary Clark - 81 Art Monk - 83 Ricky Sanders - 80 Derrick Shepard Tight End - 88 Joe Caravello - 32 Craig McEwen - 87 Terry Orr - 85 Don Warren Offensive Linemen - 53 Jeff Bostic C - 68 Russ Grimm G - 59 Dave Harbour C - 66 Joe Jacoby T - 79 Jim Lachey T - 73 Mark May G - 69 R.C. Thielemann G Defensive Linemen - 65 Dave Butz DT - 77 Darryl Grant DT - 78 Dean Hamel DT - 74 Markus Koch DE - 72 Dexter Manley DE - 71 Charles Mann DE Linebacker - 50 Ravin Caldwell - 51 Monte Coleman - 54 Kurt Gouveia - 55 Mel Kaufman - 91 Greg Manusky - 52 Neal Olkewicz Defensive Back - 23 Todd Bowles FS - 34 Brian Davis CB - 48 Steve Gage - 28 Darrell Green CB - 31 Clarence Vaughn - 40 Alvin Walton SS - 45 Barry Wilburn CB Special Team - 15 Greg Coleman P - 12 Steve Cox P - 8 Chip Lohmiller K Lista delle riserve - 89 Dale Chipps WR (NF-Ill.) - —- Mark Duckens DT (IR) - —- Ray Hitchcock C (PUP) - 61 Rick Kehr G (IR) |
| Legenda - I rookie sono in corsivo. - Il primo ruolo è il principale mentre gli eventuali successivi indicano i ruoli secondari. - (IR) sta per Injured Reserve ed indica la lista ristretta per un solo giocatore infortunato che può tornare ad allenarsi dopo la settimana 6 e a rientrare in prima squadra dopo che questa ha giocato 8 partite. - (NF-Inj.) / (NF-Ill.) stanno rispettivamente per Non-Football Injured e Non-Football Illness ed indicano le liste dove viene inserito un giocatore che ha un infortunio o una malattia non dipendente dal football americano. - (PUP) sta per Physically Unable to Perform ed indica la lista dove viene inserito un giocatore mentre è in attesa di recuperare la condizione fisica. Nella stagione regolare dopo la sesta partita giocata dalla propria squadra, il giocatore ha tempo tre settimane per riprendere ad allenarsi, più tre settimane aggiuntive dal suo rientro agli allenamenti per rientrare in prima squadra. |

## Calendario
| Stagione regolare |              |                        |               |        |                    |          |         |
| Turno             | Data         | Avversario             | Risultato     | Record | Stadio             | Pubblico | Sintesi |
| 1                 | 5 settembre  | at New York Giants     | S 20–27       | 0–1    | Giants Stadium     | 76,417   | Recap   |
| 2                 | 11 settembre | Pittsburgh Steelers    | V 30–29       | 1–1    | RFK Stadium        | 54,083   | Recap   |
| 3                 | 18 settembre | Philadelphia Eagles    | V 17–10       | 2–1    | RFK Stadium        | 53,920   | Recap   |
| 4                 | 25 settembre | at Phoenix Cardinals   | S 21–30       | 2–2    | Sun Devil Stadium  | 61,973   | Recap   |
| 5                 | 2 ottobre    | New York Giants        | S 23–24       | 2–3    | RFK Stadium        | 54,601   | Recap   |
| 6                 | 9 ottobre    | at Dallas Cowboys      | V 35–17       | 3–3    | Texas Stadium      | 63,325   | Recap   |
| 7                 | 16 ottobre   | Phoenix Cardinals      | V 33–17       | 4–3    | RFK Stadium        | 54,402   | Recap   |
| 8                 | 23 ottobre   | at Green Bay Packers   | V 20–17       | 5–3    | Lambeau Field      | 51,767   | Recap   |
| 9                 | 30 ottobre   | at Houston Oilers      | S 17–41       | 5–4    | Astrodome          | 48,781   | Recap   |
| 10                | 6 novembre   | New Orleans Saints     | V 27–24       | 6–4    | RFK Stadium        | 54,183   | Recap   |
| 11                | 13 novembre  | Chicago Bears          | S 14–34       | 6–5    | RFK Stadium        | 52,418   | Recap   |
| 12                | 21 novembre  | at San Francisco 49ers | S 21–37       | 6–6    | Candlestick Park   | 59,268   | Recap   |
| 13                | 27 novembre  | Cleveland Browns       | S 13–17       | 6–7    | RFK Stadium        | 51,604   | Recap   |
| 14                | 4 dicembre   | at Philadelphia Eagles | V 20–19       | 7–7    | Veterans Stadium   | 65,947   | Recap   |
| 15                | 11 dicembre  | Dallas Cowboys         | S 17–24       | 7–8    | RFK Stadium        | 51,526   | Recap   |
| 16                | 17 dicembre  | at Cincinnati Bengals  | S 17–20 (DTS) | 7–9    | Riverfront Stadium | 52,157   | Recap   |

## Classifiche
| NFC East               |    |    |   |      |     |      |     |     |     |
|                        | V  | S  | P | %    | DIV | CONF | PF  | PS  | STR |
| Philadelphia Eagles(3) | 10 | 6  | 0 | .625 | 6–2 | 8–4  | 379 | 319 | V2  |
| New York Giants        | 10 | 6  | 0 | .625 | 5–3 | 9–5  | 359 | 304 | S1  |
| Washington Redskins    | 7  | 9  | 0 | .438 | 4–4 | 6–6  | 345 | 387 | S2  |
| Phoenix Cardinals      | 7  | 9  | 0 | .438 | 3–5 | 6–6  | 344 | 398 | S5  |
| Dallas Cowboys         | 3  | 13 | 0 | .188 | 2–6 | 3–9  | 265 | 381 | S1  |